# Fredrik Olsen
Thomas Fredrik Olsen (también conocido como Fred Olsen; nacido el 1 de enero de 1929) es un magnate noruego, presidente de las empresas agrupadas en torno a la compañía naviera Fred. Olsen & Co. Es el tercer miembro de la saga de armadores con el mismo nombre (tras su abuelo y su padre). 

## Semblanza
Fred Olsen forma parte de la cuarta generación que dirige la empresa familiar, fundada por su bisabuelo Petter Olsen y que lleva el nombre de su abuelo, el primer Thomas Fredrik Olsen. A pesar de que sigue siendo el presidente del grupo empresarial, traspasó la propiedad y las funciones de director general de la compañía a su hija Anette S. Olsen. Además de sus puestos dentro del grupo Fred. Olsen, durante un tiempo también fue presidente del Grupo Aker, una compañía noruega de los sectores energético y alimentario.
Fred Olsen ha sido llamado "El Howard Hughes noruego" por su gran riqueza y su aislamiento de la vida pública.
Estuvo involucrado en una disputa legal con su hermano menor, Petter Olsen, en relación con la importante colección de pinturas de Edvard Munch reunida por su padre, el segundo Thomas Fredrik Olsen. Según el testamento de su madre Henriette Olsen, la colección debería quedar en manos del hijo menor. Fred Olsen impugnó el testamento, pero perdió el caso en los tribunales de Oslo en 2001.
El 3 de enero de 2006 se anunció que Fred Olsen vendería casi toda su colección de pinturas de Munch, que había reunido por su cuenta. La subasta realizada por la casa Sotheby's de Londres recaudó casi 17 millones de libras.

## Reconocimientos
- Es miembro de la Academia Noruega de Ciencias Tecnológicas.[3]

## En la cultura popular
- Su figura se ha comparado con el aspecto del personaje del Sr. Burns en los dibujos animados Los Simpson.[4][5]